# Lofttür
Eine Lofttür ist ein architektonisches Element, das typischerweise aus einer Kombination von Glas und Metallrahmen besteht und durch seine industrielle Ästhetik charakterisiert ist. Ursprünglich inspiriert von den großflächigen Türen und Fenstern ehemaliger Fabrikgebäude, findet die Lofttür heute Anwendung in modernen Wohn- und Arbeitsräumen, insbesondere im Kontext des Loft-Stils.

## Geschichte
Der Begriff "Loft" stammt aus dem Englischen und bezeichnete ursprünglich die oberen Stockwerke von Lagerhäusern und Fabriken. In den 1960er Jahren begannen Künstler und Kreative in New York City, diese Räume als Ateliers und Wohnungen zu nutzen, was zur Entstehung des sogenannten Loft-Stils führte. Charakteristisch für diesen Stil sind offene Grundrisse, sichtbare Strukturelemente und große Fensterflächen. Die Lofttür entwickelte sich als funktionales und ästhetisches Element innerhalb dieses Stils, das Transparenz und Raumtrennung zugleich ermöglicht.

## Materialien und Design
Traditionell wurden Lofttüren aus Stahl gefertigt, um die industrielle Optik zu unterstreichen. Moderne Varianten nutzen jedoch zunehmend Aluminiumprofile, die eine filigranere Gestaltung ermöglichen und gleichzeitig leichter sind. Diese Türen bestehen meist aus einem Rahmen mit integrierten Glaselementen, die in verschiedenen Konfigurationen – als Dreh-, Schiebe- oder Pivottüren – ausgeführt sein können.

## Anwendung
Lofttüren finden sowohl in privaten als auch in gewerblichen Räumen Anwendung. Sie dienen als Raumteiler, ermöglichen Lichtdurchlässigkeit und tragen zur offenen Gestaltung von Innenräumen bei. Durch ihre vielseitige Einsetzbarkeit und das charakteristische Design sind sie ein beliebtes Element in der modernen Innenarchitektur.

## Hersteller
In Deutschland bieten mehrere Hersteller maßgefertigte Lofttüren an, die häufig aus Aluminium gefertigt werden. Diese Türen zeichnen sich durch besonders schlanke Profile, hochwertige Verarbeitung und vielfältige Designvarianten aus. Produziert wird in der Regel regional, wobei verschiedene Ausführungen wie Dreh-, Schiebe- oder Doppelflügeltüren zur Auswahl stehen.